# Los Brujos
Los Brujos est un groupe de rock alternatif argentin, originaire de Turdera, à Buenos Aires. Il est au cœur d'un mouvement musical appelé Nuevo Rock Argentino avec d'autres groupes comme El Otro Yo, Massacre, Babasónicos, Peligrosos Gorriones, Juana La Loca, Los Visitantes, Tía Newton et Fun People. Le groupe est formé en 1988 à Turdera, dans le Grand Buenos Aires et se sépare en 1998. Le groupe se réunit le 7 avril 2014.

## Biographie
Los Brujos est formé en 1988, et mêle beat des années 1960 et punk hardcore des années 1980. Le groupe est également visuellement artistique sur scène.
Los Brujos sortent le single Kanishka, extrait de l'album Fin de Semana Salvaje (1992), qui atteint le sommet des charts. San Cipriano, un autre morceau popularis bien plus le groupe encore[réf. nécessaire].
Leur troisième album, Guerra de Nervios (1995) fait participer Gustavo Cerati, Daniel Melero et Aitor du groupe Juana la Loca.
À la fin 2013, des rumeurs courent selon lesquelles se réuniraient Los Brujos. Le 7 avril 2014 Los Brujos sortent un nouveau single intitulé Beat Hit et annoncent un nouvel album (Despierta Cronopio) et des dates de tournées. Ricky Rúa, chanteur au sein de Los Brujos, succombe à un cancer en stade terminale en 2016[réf. nécessaire].

## Discographie

### Albums studio
- 1991 : Fin de semana salvaje
- 1993 : San Cipriano
- 1995 : Guerra de nervios
- 2015 : Pong!

### Album live
- 2017 : Brujotecnia